# 17. sydlige breddekreds
Den 17. sydlige breddekreds (eller 17 grader sydlig bredde) er en breddekreds, der ligger 17 grader syd for ækvator. Den løber gennem Atlanterhavet, Afrika, det Indiske Ocean, Australasien, Stillehavet og Sydamerika.